# Charis Teocharis
Teocharis (Charis) Teocharis, grec. Θεοχάρης (Χάρης) Θεοχάρης (ur. 6 sierpnia 1970 w Atenach) – grecki polityk i konsultant biznesowy, parlamentarzysta, minister turystyki (2019–2021).

## Życiorys
Absolwent inżynierii oprogramowania w Imperial College London. Z zawodu konsultant biznesowy. Pracował na stanowiskach menedżerskich w różnych przedsiębiorstwach, m.in. w Lehman Brothers. W latach 2013–2014 był sekretarzem generalnym do spraw dochodów publicznych w ministerstwie finansów.
Dołączył do ugrupowania To Potami. Z jego ramienia w styczniu 2015 i wrześniu 2015 uzyskiwał mandat posła do Parlamentu Hellenów w okręgu wyborczym Ateny B. W 2018 wstąpił do Nowej Demokracji, z ramienia której w 2019 uzyskał reelekcję na kolejną kadencję. Utrzymywał mandat deputowanego w wyborach z maja 2023 i czerwca 2023.
W lipcu 2019 nowy premier Kiriakos Mitsotakis powierzył mu funkcję ministra turystyki w swoim gabinecie. Urząd ten sprawował do sierpnia 2021. W czerwcu 2023 w drugim rządzie lidera ND objął stanowisko wiceministra finansów, które zajmował do czerwca 2024. W czerwcu 2025 otrzymał natomiast nominację na funkcję wiceministra spraw zagranicznych.